# Spelartrupper under världsmästerskapet i fotboll 1970
Världsmästerskapet i fotboll 1970: Spelartrupper

## Grupp 1

### Mexiko
Förbundskapten: Raúl Cárdenas
| Nr | Pos. | Namn                   | Födelsedatum (ålder) | Matcher | Mål |        | Klubb        |
| -- | ---- | ---------------------- | -------------------- | ------- | --- | ------ | ------------ |
| 1  | MV   | Ignacio Calderón       | 13 december 1943     |         |     | Mexiko | Guadalajara  |
| 2  | F    | Juan Manuel Alejandrez | 17 maj 1944          |         |     | Mexiko | Cruz Azul    |
| 3  | F    | Gustavo Peña           | 22 november 1941     |         |     | Mexiko | Cruz Azul    |
| 4  | F    | Francisco Montes       | 22 april 1943        |         |     | Mexiko | Veracruz     |
| 5  | F    | Mario Pérez            | 30 juli 1946         |         |     | Mexiko | Club América |
| 6  | F    | Guillermo Hernández    | 25 juni 1942         |         |     | Mexiko | Club América |
| 7  | MF   | Marcos Rivas           | 25 november 1947     |         |     | Mexiko | Atlante      |
| 8  | MF   | Antonio Munguía        | 27 juni 1942         |         |     | Mexiko | Cruz Azul    |
| 9  | MF   | Enrique Borja          | 30 december 1945     |         |     | Mexiko | Club América |
| 10 | A    | Horacio López Salgado  | 15 september 1948    |         |     | Mexiko | Club América |
| 11 | A    | Aarón Padilla          | 10 juli 1942         |         |     | Mexiko | Pumas UNAM   |
| 12 | MV   | Antonio Mota           | 26 januari 1939      |         |     | Mexiko | Necaxa       |
| 13 | F    | José Vantolrá          | 30 mars 1943         |         |     | Mexiko | Toluca       |
| 14 | F    | Javier Guzmán          | 9 januari 1945       |         |     | Mexiko | Cruz Azul    |
| 15 | MF   | Héctor Pulido          | 20 december 1942     |         |     | Mexiko | Cruz Azul    |
| 16 | A    | Isidoro Díaz           | 14 mars 1940         |         |     | Mexiko | Club León    |
| 17 | MF   | José Luis González     | 14 september 1942    |         |     | Mexiko | Pumas UNAM   |
| 18 | MF   | Mario Velarde          | 29 mars 1940         |         |     | Mexiko | Pumas UNAM   |
| 19 | A    | Javier Valdivia        | 4 december 1941      |         |     | Mexiko | Guadalajara  |
| 20 | MF   | Juan Ignacio Basaguren | 21 juli 1944         |         |     | Mexiko | Atlante      |
| 21 | A    | Javier Fragoso         | 19 april 1942        |         |     | Mexiko | Club América |
| 22 | MV   | Francisco Castrejón    | 11 juni 1947         |         |     | Mexiko | Pumas UNAM   |

### Sovjetunionen
Förbundskapten: Gavriil Catjalin
| Nr | Pos. | Namn                   | Födelsedatum (ålder) | Matcher | Mål |               | Klubb               |
| -- | ---- | ---------------------- | -------------------- | ------- | --- | ------------- | ------------------- |
| 1  | MV   | Leonid Sjmuts          | 8 oktober 1948       | 0       |     | Sovjetunionen | CSKA Moskva         |
| 2  | MV   | Anzor Kavazasjvili     | 19 juli 1940         | 25      |     | Sovjetunionen | Spartak Moskva      |
| 3  | F    | Valentin Afonin        | 22 december 1939     | 38      |     | Sovjetunionen | SKA Rostov          |
| 4  | F    | Revaz Dzodzuasjvili    | 15 april 1945        | 10      |     | Sovjetunionen | Dinamo Tbilisi      |
| 5  | F    | Vladimir Kaplitjnij    | 26 maj 1944          | 22      |     | Sovjetunionen | CSKA Moskva         |
| 6  | F    | Jevgenij Lovtjev       | 29 januari 1949      | 10      |     | Sovjetunionen | Spartak Moskva      |
| 7  | F    | Gennady Logofet        | 15 februari 1942     | 15      |     | Sovjetunionen | Spartak Moskva      |
| 8  | F    | Murtaz Churtsilava     | 5 januari 1943       | 39      |     | Sovjetunionen | Dinamo Tbilisi      |
| 9  | F    | Albert Chesternjov     | 20 juni 1941         | 74      |     | Sovjetunionen | CSKA Moskva         |
| 10 | MF   | Valerij Zikov          | 24 februari 1944     | 1       |     | Sovjetunionen | Dynamo Moskva       |
| 11 | MF   | Kakhi Asatiani         | 1 januari 1947       | 10      |     | Sovjetunionen | Dinamo Tbilisi      |
| 12 | MF   | Nikolaj Kiseljov       | 29 januari 1946      | 8       |     | Sovjetunionen | Spartak Moskva      |
| 13 | MV   | Lev Jasjin             | 22 oktober 1929      | 74      |     | Sovjetunionen | FK Dynamo Moskva    |
| 14 | MF   | Vladimir Muntjan       | 14 september 1946    | 13      |     | Sovjetunionen | Dynamo Kiev         |
| 15 | MF   | Viktor Serebrjanikov   | 29 mars 1940         | 19      |     | Sovjetunionen | Dynamo Kiev         |
| 16 | A    | Anatolij Bysjovets     | 23 april 1946        | 29      |     | Sovjetunionen | Dynamo Kiev         |
| 17 | A    | Gennadij Jevrjuzjichin | 4 februari 1944      | 13      |     | Sovjetunionen | Dynamo Moskva       |
| 18 | A    | Slava Metreveli        | 30 maj 1936          | 48      |     | Sovjetunionen | Dinamo Tbilisi      |
| 19 | A    | Givi Nodia             | 2 januari 1948       | 10      |     | Sovjetunionen | Dinamo Tbilisi      |
| 20 | A    | Anatoliy Puzach        | 3 juni 1941          | 10      |     | Sovjetunionen | Dynamo Kiev         |
| 21 | A    | Vitalij Chmelnitskij   | 12 juni 1943         | 13      |     | Sovjetunionen | Dynamo Kiev         |
| 22 | A    | Valerij Porkujan       | 4 oktober 1944       | 8       |     | Sovjetunionen | Tjornomorets Odessa |

### Belgien
Förbundskapten: Raymond Goethals
| Nr | Pos. | Namn                   | Födelsedatum (ålder) | Matcher | Mål |         | Klubb             |
| -- | ---- | ---------------------- | -------------------- | ------- | --- | ------- | ----------------- |
| 1  | MV   | Christian Piot         | 4 oktober 1947       | 2       |     | Belgien | Standard Liège    |
| 2  | F    | Georges Heylens        | 8 augusti 1941       | 48      |     | Belgien | Anderlecht        |
| 3  | F    | Jean Thissen           | 21 april 1946        | 12      |     | Belgien | Standard Liège    |
| 4  | F    | Nicolas Dewalque       | 20 september 1945    | 12      |     | Belgien | Standard Liège    |
| 5  | F    | Léon Jeck              | 2 februari 1947      | 10      |     | Belgien | Standard Liège    |
| 6  | F    | Jean Dockx             | 24 maj 1941          | 11      |     | Belgien | Anderlecht        |
| 7  | MF   | Léon Semmeling         | 4 januari 1940       | 21      |     | Belgien | Standard Liège    |
| 8  | MF   | Wilfried Van Moer      | 1 mars 1945          | 16      |     | Belgien | Standard Liège    |
| 9  | A    | Johan Devrindt         | 14 april 1944        | 16      |     | Belgien | Anderlecht        |
| 10 | A    | Paul Van Himst         | 2 oktober 1943       | 55      |     | Belgien | Anderlecht        |
| 11 | A    | Wilfried Puis          | 18 februari 1943     | 41      |     | Belgien | Anderlecht        |
| 12 | MV   | Jean-Marie Trappeniers | 13 januari 1942      | 15      |     | Belgien | Anderlecht        |
| 13 | F    | Jacques Beurlet        | 21 december 1944     | 7       |     | Belgien | Standard Liège    |
| 14 | MF   | Maurice Martens        | 5 juni 1947          | 0       |     | Belgien | Anderlecht        |
| 15 | MF   | Erwin Vandendaele      | 5 mars 1945          | 1       |     | Belgien | Club Brugge       |
| 16 | MF   | Odilon Polleunis       | 1 maj 1943           | 12      |     | Belgien | St Truiden        |
| 17 | MF   | Jan Verheyen           | 9 juli 1944          | 21      |     | Belgien | Beerschot         |
| 18 | A    | Raoul Lambert          | 20 oktober 1944      | 7       |     | Belgien | Club Brugge       |
| 19 | A    | Pierre Carteus         | 24 september 1943    | 0       |     | Belgien | Club Brugge       |
| 20 | MF   | Alfons Peeters         | 21 januari 1943      | 6       |     | Belgien | Anderlecht        |
| 21 | A    | Frans Janssens         | 25 september 1945    | 0       |     | Belgien | Lierse            |
| 22 | MV   | Jacques Duquesne       | 22 april 1940        | 0       |     | Belgien | Olympic Charleroi |

### El Salvador
Förbundskapten:  Hernán Carrasco Vivanco
| Nr | Pos. | Namn                | Födelsedatum (ålder) | Matcher | Mål |             | Klubb             |
| -- | ---- | ------------------- | -------------------- | ------- | --- | ----------- | ----------------- |
| 1  | MV   | Raúl Magaña         | 24 februari 1940     |         |     | El Salvador | CD FAS            |
| 2  | F    | Roberto Rivas       | 17 juli 1941         |         |     | El Salvador | Alianza           |
| 3  | F    | Salvador Mariona    | 16 december 1943     |         |     | El Salvador | Alianza           |
| 4  | F    | Santiago Cortés     | 19 januari 1945      |         |     | El Salvador | Atlético Marte    |
| 5  | F    | Saturnino Osorio    | 6 januari 1945       |         |     | El Salvador | Águila            |
| 6  | MF   | José Quintanilla    | 29 oktober 1947      |         |     | El Salvador | Atlético Marte    |
| 7  | MF   | Mauricio Rodríguez  | 12 september 1945    |         |     | El Salvador | Universidad       |
| 8  | MF   | Jorge Vásquez       | 23 april 1945        |         |     | El Salvador | Universidad       |
| 9  | MF   | Juan Ramón Martínez | 20 april 1948        |         |     | El Salvador | Águila            |
| 10 | A    | Salvador Cabezas    | 28 februari 1947     |         |     | El Salvador | Adler San Nicolas |
| 11 | A    | Ernesto Aparicio    | 28 december 1948     |         |     | El Salvador | Atlético Marte    |
| 12 | A    | Mario Monge         | 27 november 1938     |         |     | El Salvador | CD FAS            |
| 13 | MV   | Tomas Pineda        | 1 januari 1939       |         |     | El Salvador | Alianza           |
| 14 | F    | Mauricio Manzano    | 30 september 1943    |         |     | El Salvador | CD FAS            |
| 15 | A    | David Cabrera       | 12 september 1945    |         |     | El Salvador | CD FAS            |
| 16 | MF   | Genaro Sarmeno      | 28 november 1948     |         |     | El Salvador | CD FAS            |
| 17 | A    | Jaime Portillo      | 18 september 1947    |         |     | El Salvador | Alianza           |
| 18 | F    | Guillermo Castro    | 25 juni 1940         |         |     | El Salvador | Atlético Marte    |
| 19 | MF   | Sergio Méndez       | 14 februari 1942     |         |     | El Salvador | Atlético Marte    |
| 20 | MV   | Gualberto Fernández | 12 juli 1941         |         |     | Mexiko      | Atlante           |
| 21 | A    | Elmer Acevedo       | 24 februari 1946     |         |     | El Salvador | CD FAS            |
| 22 | MF   | Alberto Villalta    | 19 november 1947     |         |     | El Salvador | Atlético Marte    |

## Grupp 2

### Italien
Förbundskapten: Ferruccio Valcareggi
| Nr | Pos. | Namn               | Födelsedatum (ålder) | Matcher | Mål |         | Klubb      |
| -- | ---- | ------------------ | -------------------- | ------- | --- | ------- | ---------- |
| 1  | MV   | Enrico Albertosi   | 2 november 1939      | 21      |     | Italien | Cagliari   |
| 2  | F    | Tarcisio Burgnich  | 25 april 1939        | 33      |     | Italien | Inter      |
| 3  | F    | Giacinto Facchetti | 18 juli 1942         | 46      |     | Italien | Inter      |
| 4  | F    | Fabrizio Poletti   | 13 juli 1943         | 4       |     | Italien | Torino     |
| 5  | F    | Pierluigi Cera     | 25 februari 1941     | 2       |     | Italien | Cagliari   |
| 6  | MF   | Ugo Ferrante       | 18 juli 1945         | 1       |     | Italien | Fiorentina |
| 7  | MF   | Comunardo Niccolai | 15 december 1946     | 1       |     | Italien | Cagliari   |
| 8  | MF   | Roberto Rosato     | 18 augusti 1943      | 18      |     | Italien | Milan      |
| 9  | MF   | Giorgio Puia       | 8 mars 1938          | 7       |     | Italien | Torino     |
| 10 | F    | Mario Bertini      | 7 januari 1944       | 9       |     | Italien | Inter      |
| 11 | A    | Luigi Riva         | 7 november 1944      | 16      |     | Italien | Cagliari   |
| 12 | MV   | Dino Zoff          | 28 februari 1942     | 10      |     | Italien | Napoli     |
| 13 | A    | Angelo Domenghini  | 25 augusti 1941      | 22      |     | Italien | Cagliari   |
| 14 | MF   | Gianni Rivera      | 18 augusti 1942      | 38      |     | Italien | Milan      |
| 15 | MF   | Sandro Mazzola     | 8 november 1942      | 37      |     | Italien | Inter      |
| 16 | MF   | Giancarlo De Sisti | 13 mars 1943         | 12      |     | Italien | Fiorentina |
| 17 | MV   | Lido Vieri         | 16 juli 1939         | 4       |     | Italien | Inter      |
| 18 | F    | Antonio Juliano    | 1 januari 1943       | 14      |     | Italien | Napoli     |
| 19 | A    | Sergio Gori        | 24 februari 1946     | 0       |     | Italien | Cagliari   |
| 20 | A    | Roberto Boninsegna | 13 november 1943     | 1       |     | Italien | Inter      |
| 21 | F    | Giuseppe Furino    | 5 juli 1946          | 0       |     | Italien | Juventus   |
| 22 | A    | Pierino Prati      | 13 december 1946     | 6       |     | Italien | Milan      |

### Sverige
Förbundskapten: Orvar Bergmark
| Nr | Pos. | Namn                | Födelsedatum (ålder) | Matcher | Mål |               | Klubb           |
| -- | ---- | ------------------- | -------------------- | ------- | --- | ------------- | --------------- |
| 1  | MV   | Ronnie Hellström    | 21 februari 1949     | 12      |     | Sverige       | Hammarby IF     |
| 2  | F    | Hans Selander       | 15 mars 1945         | 28      |     | Sverige       | Helsingborgs IF |
| 3  | F    | Kurt Axelsson       | 10 november 1941     | 21      |     | Belgien       | Club Brugge     |
| 4  | F    | Björn Nordqvist     | 6 oktober 1942       | 42      |     | Sverige       | IFK Norrköping  |
| 5  | F    | Roland Grip         | 1 januari 1941       | 21      |     | Sverige       | AIK             |
| 6  | MF   | Tommy Svensson      | 4 mars 1945          | 23      |     | Sverige       | Östers IF       |
| 7  | MF   | Bo Larsson          | 5 maj 1944           | 22      |     | Sverige       | Malmö FF        |
| 8  | MF   | Leif Eriksson       | 20 mars 1942         | 40      |     | Sverige       | Örebro SK       |
| 9  | MF   | Ove Kindvall        | 16 maj 1943          | 15      |     | Nederländerna | Feyenoord       |
| 10 | MF   | Ove Grahn           | 9 maj 1943           | 14      |     | Schweiz       | Grasshoppers    |
| 11 | MF   | Örjan Persson       | 27 augusti 1942      | 28      |     | Sverige       | Örgryte IS      |
| 12 | MV   | Sven-Gunnar Larsson | 10 maj 1940          | 14      |     | Sverige       | Örebro SK       |
| 13 | MF   | Claes Cronqvist     | 15 oktober 1944      | 2       |     | Sverige       | Djurgårdens IF  |
| 14 | F    | Krister Kristensson | 25 juli 1942         | 17      |     | Sverige       | Malmö FF        |
| 15 | F    | Leif Målberg        | 1 september 1945     | 0       |     | Sverige       | IF Elfsborg     |
| 16 | A    | Tomas Nordahl       | 24 maj 1946          | 8       |     | Sverige       | Örebro SK       |
| 17 | MV   | Ronney Pettersson   | 26 april 1940        | 17      |     | Sverige       | Djurgårdens IF  |
| 18 | A    | Tom Turesson        | 17 maj 1942          | 18      |     | Belgien       | Club Brugge     |
| 19 | MF   | Göran Nicklasson    | 20 augusti 1942      | 1       |     | Sverige       | IFK Göteborg    |
| 20 | F    | Jan Olsson          | 18 mars 1944         | 12      |     | Sverige       | Gais            |
| 21 | A    | Inge Ejderstedt     | 24 december 1946     | 15      |     | Sverige       | Östers IF       |
| 22 | MF   | Sten Pålsson        | 4 december 1945      | 6       |     | Sverige       | Gais            |

### Uruguay
Förbundskapten: Juan Hohberg
| Nr | Pos. | Namn                   | Födelsedatum (ålder) | Matcher | Mål |         | Klubb             |
| -- | ---- | ---------------------- | -------------------- | ------- | --- | ------- | ----------------- |
| 1  | MV   | Ladislao Mazurkiewicz  | 14 februari 1945     |         |     | Uruguay | Peñarol           |
| 2  | F    | Atilio Ancheta         | 19 juli 1948         |         |     | Uruguay | Nacional          |
| 3  | F    | Roberto Matosas        | 11 maj 1940          |         |     | Uruguay | Peñarol           |
| 4  | F    | Luis Ubiñas            | 7 juni 1940          |         |     | Uruguay | Nacional          |
| 5  | MF   | Julio Montero Castillo | 25 april 1944        |         |     | Uruguay | Nacional          |
| 6  | F    | Juan Mujica            | 22 december 1944     |         |     | Uruguay | Nacional          |
| 7  | MF   | Luis Cubilla           | 28 mars 1940         |         |     | Uruguay | Nacional          |
| 8  | MF   | Pedro Rocha            | 3 december 1942      |         |     | Uruguay | Peñarol           |
| 9  | MF   | Víctor Espárrago       | 6 oktober 1944       |         |     | Uruguay | Nacional          |
| 10 | MF   | Ildo Maneiro           | 4 augusti 1947       |         |     | Uruguay | Nacional          |
| 11 | A    | Julio Morales          | 16 februari 1945     |         |     | Uruguay | Nacional          |
| 12 | MV   | Héctor Santos          | 29 oktober 1944      |         |     | Uruguay | Bella Vista       |
| 13 | MF   | Rodolfo Sandoval       | 4 oktober 1948       |         |     | Uruguay | Peñarol           |
| 14 | F    | Francisco Cámera       | 1 januari 1944       |         |     | Uruguay | Bella Vista       |
| 15 | A    | Dagoberto Fontes       | 6 juni 1943          |         |     | Uruguay | Defensor Sporting |
| 16 | F    | Omar Caetano           | 8 november 1938      |         |     | Uruguay | Peñarol           |
| 17 | A    | Rúben Bareño           | 23 januari 1944      |         |     | Uruguay | Cerro             |
| 18 | F    | Alberto Gómez          | 10 juni 1944         |         |     | Uruguay | Liverpool         |
| 19 | F    | Oscar Zubia            | 8 februari 1946      |         |     | Uruguay | River Plate       |
| 20 | A    | Julio César Cortés     | 29 mars 1941         |         |     | Uruguay | Peñarol           |
| 21 | A    | Julio Losada           | 16 juni 1950         |         |     | Uruguay | Peñarol           |
| 22 | MV   | Walter Corbo           | 2 maj 1949           |         |     | Uruguay | Peñarol           |

### Israel
Förbundskapten: Emmanuel Scheffer
| Nr | Pos. | Namn                 | Födelsedatum (ålder) | Matcher | Mål |        | Klubb                    |
| -- | ---- | -------------------- | -------------------- | ------- | --- | ------ | ------------------------ |
| 1  | MV   | Yitzchak Vissoker    | 18 september 1944    | 17      |     | Israel | Hapoel Petah Tikva       |
| 2  | F    | Shraga Bar           | 24 mars 1948         | 13      |     | Israel | Maccabi Netanya          |
| 3  | F    | Menachem Bello       | 26 december 1947     | 25      |     | Israel | Maccabi Tel Aviv         |
| 4  | MF   | David Primo          | 5 maj 1946           | 18      |     | Israel | Hapoel Tel Aviv          |
| 5  | F    | Zvi Rosen            | 23 juni 1947         | 16      |     | Israel | Maccabi Tel Aviv         |
| 6  | F    | Shmuel Rosenthal     | 22 april 1947        | 23      |     | Israel | Hapoel Petah Tikva       |
| 7  | MF   | Itzhak Shum          | 1 september 1948     | 8       |     | Israel | Hapoel Kfar Saba         |
| 8  | A    | Giora Spiegel        | 27 juli 1947         | 19      |     | Israel | Maccabi Tel Aviv         |
| 9  | A    | Yehoshua Feigenbaum  | 5 december 1947      | 15      |     | Israel | Hapoel Tel Aviv          |
| 10 | A    | Mordechai Spiegler   | 19 augusti 1944      | 36      |     | Israel | Maccabi Netanya          |
| 11 | MF   | George Borba         | 12 juli 1944         | 10      |     | Israel | Hapoel Tel Aviv          |
| 12 | MF   | Yisha'ayahu Schwager | 10 februari 1946     | 6       |     | Israel | Maccabi Haifa            |
| 13 | A    | Yechezekel Chazom    | 1 januari 1947       | 4       |     | Israel | Hapoel Tel Aviv          |
| 14 | MF   | Dani Shmulevich-Rom  | 29 november 1940     | 24      |     | Israel | Maccabi Haifa            |
| 15 | A    | Rachamim Talbi       | 17 maj 1943          | 25      |     | Israel | Maccabi Tel Aviv         |
| 16 | F    | Yochanan Vollach     | 14 maj 1945          | 4       |     | Israel | Hapoel Haifa             |
| 17 | A    | Eli Ben Rimoz        | 1 januari 1947       | 2       |     | Israel | Hapoel Jerusalem         |
| 18 | MF   | Moshe Romano         | 6 maj 1946           | 6       |     | Israel | Shimshon Tel Aviv        |
| 19 | MF   | Roni Shuruk          | 24 februari 1946     | 8       |     | Israel | Hakoah Maccabi Ramat Gan |
| 20 | F    | David Karako         | 11 februari 1945     | 6       |     | Israel | Maccabi Tel Aviv         |
| 21 | MV   | Yechiel Hameiri      | 20 augusti 1946      | 1       |     | Israel | Hapoel Haifa             |
| 22 | MV   | Yair Nossovsky       | 29 juni 1937         | 3       |     | Israel | Hapoel Kfar Saba         |

## Grupp 3

### Brasilien
Förbundskapten: Mario Zagallo
| Nr | Pos. | Namn           | Födelsedatum (ålder) | Matcher | Mål |           | Klubb            |
| -- | ---- | -------------- | -------------------- | ------- | --- | --------- | ---------------- |
| 1  | MV   | Félix          | 24 december 1937     | 23      |     | Brasilien | Fluminense       |
| 2  | F    | Brito          | 9 augusti 1939       | 28      |     | Brasilien | Flamengo         |
| 3  | MF   | Piazza         | 25 februari 1944     | 16      |     | Brasilien | Cruzeiro         |
| 4  | F    | Carlos Alberto | 17 juli 1944         | 40      |     | Brasilien | Santos           |
| 5  | MF   | Clodoaldo      | 26 september 1949    | 7       |     | Brasilien | Santos           |
| 6  | F    | Marco Antônio  | 6 februari 1951      | 7       |     | Brasilien | Fluminense       |
| 7  | MF   | Jairzinho      | 25 december 1944     | 45      |     | Brasilien | Botafogo         |
| 8  | MF   | Gérson         | 11 januari 1941      | 54      |     | Brasilien | São Paulo        |
| 9  | A    | Tostão         | 25 januari 1947      | 36      |     | Brasilien | Cruzeiro         |
| 10 | A    | Pelé           | 23 oktober 1940      | 81      |     | Brasilien | Santos           |
| 11 | MF   | Rivelino       | 1 januari 1946       | 21      |     | Brasilien | Corinthians      |
| 12 | MV   | Ado            | 4 juli 1946          | 2       |     | Brasilien | Corinthians      |
| 13 | A    | Roberto        | 31 juli 1944         | 9       |     | Brasilien | Botafogo         |
| 14 | F    | Baldocchi      | 14 mars 1946         | 1       |     | Brasilien | Palmeiras        |
| 15 | F    | Fontana        | 31 december 1940     | 6       |     | Brasilien | Cruzeiro         |
| 16 | F    | Everaldo       | 11 september 1944    | 8       |     | Brasilien | Grêmio           |
| 17 | F    | Joel           | 18 september 1946    | 26      |     | Brasilien | Santos           |
| 18 | MF   | Caju           | 16 juni 1949         | 14      |     | Brasilien | Botafogo         |
| 19 | A    | Edu            | 6 augusti 1949       | 29      |     | Brasilien | Santos           |
| 20 | A    | Dario          | 4 mars 1946          | 3       |     | Brasilien | Atlético Mineiro |
| 21 | F    | Zé Maria       | 18 maj 1949          | 1       |     | Brasilien | Portuguesa       |
| 22 | MV   | Leão           | 11 juli 1949         | 2       |     | Brasilien | Palmeiras        |

### England
Förbundskapten: Alf Ramsey
| Nr | Pos. | Namn           | Födelsedatum (ålder) | Matcher | Mål |         | Klubb                |
| -- | ---- | -------------- | -------------------- | ------- | --- | ------- | -------------------- |
| 1  | MV   | Gordon Banks   | 30 december 1937     | 59      |     | England | Stoke City           |
| 2  | F    | Keith Newton   | 23 juni 1941         | 24      |     | England | Everton              |
| 3  | F    | Terry Cooper   | 12 juli 1944         | 8       |     | England | Leeds United         |
| 4  | MF   | Alan Mullery   | 23 november 1941     | 27      |     | England | Tottenham Hotspur    |
| 5  | F    | Brian Labone   | 23 januari 1940      | 23      |     | England | Everton              |
| 6  | F    | Bobby Moore    | 12 april 1941        | 80      |     | England | West Ham United      |
| 7  | A    | Francis Lee    | 29 april 1944        | 14      |     | England | Manchester City      |
| 8  | MF   | Alan Ball      | 12 maj 1945          | 41      |     | England | Everton              |
| 9  | MF   | Bobby Charlton | 11 oktober 1937      | 102     |     | England | Manchester United    |
| 10 | A    | Geoff Hurst    | 8 december 1941      | 38      |     | England | West Ham United      |
| 11 | MF   | Martin Peters  | 8 november 1943      | 38      |     | England | Tottenham Hotspur    |
| 12 | MV   | Peter Bonetti  | 27 september 1941    | 6       |     | England | Chelsea              |
| 13 | MV   | Alex Stepney   | 18 september 1942    | 1       |     | England | Manchester United    |
| 14 | F    | Tommy Wright   | 21 oktober 1944      | 9       |     | England | Everton              |
| 15 | F    | Nobby Stiles   | 18 maj 1942          | 28      |     | England | Manchester United    |
| 16 | MF   | Emlyn Hughes   | 28 augusti 1947      | 6       |     | England | Liverpool            |
| 17 | F    | Jack Charlton  | 8 maj 1935           | 34      |     | England | Leeds United         |
| 18 | F    | Norman Hunter  | 29 oktober 1943      | 13      |     | England | Leeds United         |
| 19 | MF   | Colin Bell     | 26 februari 1946     | 11      |     | England | Manchester City      |
| 20 | A    | Peter Osgood   | 20 februari 1947     | 1       |     | England | Chelsea              |
| 21 | A    | Allan Clarke   | 31 juli 1946         | 0       |     | England | Leeds United         |
| 22 | A    | Jeff Astle     | 13 maj 1942          | 3       |     | England | West Bromwich Albion |

### Tjeckoslovakien
Förbundskapten: Josef Marko
| Nr | Pos. | Namn              | Födelsedatum (ålder) | Matcher | Mål |                 | Klubb                  |
| -- | ---- | ----------------- | -------------------- | ------- | --- | --------------- | ---------------------- |
| 1  | MV   | Ivo Viktor        | 21 maj 1942          | 19      |     | Tjeckoslovakien | Dukla Prag             |
| 2  | F    | Karol Dobiaš      | 18 december 1947     | 9       |     | Tjeckoslovakien | Spartak Trnava         |
| 3  | F    | Václav Migas      | 16 september 1944    | 4       |     | Tjeckoslovakien | Sparta Prag            |
| 4  | F    | Vladimír Hagara   | 7 november 1943      | 10      |     | Tjeckoslovakien | Spartak Trnava         |
| 5  | F    | Alexander Horváth | 28 december 1938     | 24      |     | Tjeckoslovakien | Slovan                 |
| 6  | A    | Andrej Kvašňák    | 19 maj 1935          | 49      |     | Belgien         | Malinois               |
| 7  | MF   | Bohumil Veselý    | 18 juni 1945         | 13      |     | Tjeckoslovakien | Sparta Prag            |
| 8  | A    | Ladislav Petráš   | 1 december 1946      | 1       |     | Tjeckoslovakien | Internacionál Slovnaft |
| 9  | MF   | Ladislav Kuna     | 3 april 1947         | 22      |     | Tjeckoslovakien | Spartak Trnava         |
| 10 | A    | Jozef Adamec      | 26 februari 1942     | 30      |     | Tjeckoslovakien | Spartak Trnava         |
| 11 | A    | Karol Jokl        | 29 augusti 1945      | 18      |     | Tjeckoslovakien | Slovan                 |
| 12 | F    | Ján Pivarník      | 13 november 1947     | 6       |     | Tjeckoslovakien | VSS Košice             |
| 13 | MV   | Anton Flešár      | 8 maj 1944           | 1       |     | Tjeckoslovakien | Lokomotíva Košice      |
| 14 | F    | Vladimír Hrivnák  | 23 april 1945        | 4       |     | Tjeckoslovakien | Slovan                 |
| 15 | F    | Ján Zlocha        | 24 mars 1942         | 3       |     | Tjeckoslovakien | Slovan                 |
| 16 | MF   | Ivan Hrdlička     | 20 november 1943     | 13      |     | Tjeckoslovakien | Slovan                 |
| 17 | MF   | Jaroslav Pollák   | 11 juli 1947         | 5       |     | Tjeckoslovakien | VSS Košice             |
| 18 | MF   | František Veselý  | 7 december 1943      | 16      |     | Tjeckoslovakien | Slavia Prag            |
| 19 | MF   | Josef Jurkanin    | 5 mars 1949          | 8       |     | Tjeckoslovakien | Sparta Prag            |
| 20 | A    | Milan Albrecht    | 16 juli 1950         | 2       |     | Tjeckoslovakien | Jednota Trenčín        |
| 21 | A    | Ján Čapkovič      | 11 januari 1948      | 4       |     | Tjeckoslovakien | Slovan                 |
| 22 | MV   | Alexander Vencel  | 8 februari 1944      | 12      |     | Tjeckoslovakien | Slovan                 |

### Rumänien
Förbundskapten: Angelo Niculescu
| Nr | Pos. | Namn                | Födelsedatum (ålder) | Matcher | Mål |          | Klubb               |
| -- | ---- | ------------------- | -------------------- | ------- | --- | -------- | ------------------- |
| 1  | MV   | Necula Răducanu     | 10 maj 1946          | 9       |     | Rumänien | Rapid Bukarest      |
| 2  | F    | Lajos Sătmăreanu    | 21 februari 1944     | 20      |     | Rumänien | Steaua Bukarest     |
| 3  | F    | Nicolae Lupescu     | 17 december 1940     | 7       |     | Rumänien | Rapid Bukarest      |
| 4  | F    | Mihai Mocanu        | 24 februari 1942     | 25      |     | Rumänien | Petrolul Ploieşti   |
| 5  | MF   | Cornel Dinu         | 2 augusti 1948       | 16      |     | Rumänien | Dinamo Bukarest     |
| 6  | MF   | Dan Coe             | 8 september 1941     | 39      |     | Rumänien | Rapid Bukarest      |
| 7  | MF   | Emerich Dembrovschi | 6 oktober 1945       | 11      |     | Rumänien | Dinamo Bacău        |
| 8  | A    | Nicolae Dobrin      | 26 augusti 1947      | 24      |     | Rumänien | Argeş Piteşti       |
| 9  | A    | Florea Dumitrache   | 22 maj 1948          | 13      |     | Rumänien | Dinamo Bukarest     |
| 10 | MF   | Radu Nunweiller     | 16 november 1944     | 14      |     | Rumänien | Dinamo Bukarest     |
| 11 | A    | Mircea Lucescu      | 29 juli 1945         | 25      |     | Rumänien | Dinamo Bukarest     |
| 12 | F    | Mihai Ivăncescu     | 22 mars 1942         | 0       |     | Rumänien | Steagul Roşu Braşov |
| 13 | F    | Augustin Deleanu    | 23 augusti 1944      | 11      |     | Rumänien | Dinamo Bukarest     |
| 14 | F    | Vasile Gergely      | 28 oktober 1941      | 35      |     | Rumänien | Dinamo Bukarest     |
| 15 | F    | Ion Dumitru         | 2 januari 1950       | 3       |     | Rumänien | Rapid Bukarest      |
| 16 | MF   | Alexandru Neagu     | 19 juli 1948         | 4       |     | Rumänien | Rapid Bukarest      |
| 17 | MF   | Gheorghe Tătaru     | 5 maj 1948           | 0       |     | Rumänien | Steaua Bukarest     |
| 18 | A    | Marin Tufan         | 14 oktober 1942      | 2       |     | Rumänien | Farul Constanța     |
| 19 | A    | Flavius Domide      | 11 maj 1946          | 6       |     | Rumänien | UTA Arad            |
| 20 | F    | Nicolae Pescaru     | 27 mars 1943         | 1       |     | Rumänien | Steagul Roşu Braşov |
| 21 | MV   | Stere Adamache      | 17 augusti 1941      | 2       |     | Rumänien | Steagul Roşu Braşov |
| 22 | MV   | Ghorghe Gornea      | 2 augusti 1944       | 4       |     | Rumänien | UTA Arad            |

## Grupp 4

### Västtyskland
Förbundskapten: Helmut Schön
| Nr | Pos. | Namn                    | Födelsedatum (ålder) | Matcher | Mål |              | Klubb                    |
| -- | ---- | ----------------------- | -------------------- | ------- | --- | ------------ | ------------------------ |
| 1  | MV   | Sepp Maier              | 8 februari 1944      | 19      |     | Västtyskland | Bayern München           |
| 2  | F    | Horst-Dieter Höttges    | 10 september 1943    | 49      |     | Västtyskland | Werder Bremen            |
| 3  | F    | Karl-Heinz Schnellinger | 31 mars 1939         | 41      |     | Italien      | Milan                    |
| 4  | MF   | Franz Beckenbauer       | 11 september 1945    | 38      |     | Västtyskland | Bayern München           |
| 5  | F    | Willi Schulz            | 4 oktober 1938       | 61      |     | Västtyskland | Hamburger SV             |
| 6  | MF   | Wolfgang Weber          | 26 juni 1944         | 37      |     | Västtyskland | FC Köln                  |
| 7  | F    | Berti Vogts             | 30 december 1946     | 24      |     | Västtyskland | Borussia Mönchengladbach |
| 8  | A    | Helmut Haller           | 21 juli 1939         | 32      |     | Italien      | Juventus                 |
| 9  | A    | Uwe Seeler              | 5 november 1936      | 65      |     | Västtyskland | Hamburger SV             |
| 10 | A    | Sigfried Held           | 7 augusti 1942       | 27      |     | Västtyskland | Borussia Dortmund        |
| 11 | F    | Klaus Fichtel           | 19 november 1944     | 13      |     | Västtyskland | Schalke 04               |
| 12 | MF   | Wolfgang Overath        | 29 september 1943    | 49      |     | Västtyskland | FC Köln                  |
| 13 | A    | Gerd Müller             | 11 november 1945     | 19      |     | Västtyskland | Bayern München           |
| 14 | A    | Reinhard Libuda         | 10 oktober 1943      | 15      |     | Västtyskland | Schalke 04               |
| 15 | F    | Bernd Patzke            | 14 mars 1943         | 19      |     | Västtyskland | Hertha Berlin            |
| 16 | MF   | Max Lorenz              | 19 augusti 1939      | 19      |     | Västtyskland | Eintracht Braunschweig   |
| 17 | A    | Hannes Löhr             | 5 juli 1942          | 13      |     | Västtyskland | FC Köln                  |
| 18 | F    | Klaus-Dieter Sieloff    | 27 februari 1942     | 9       |     | Västtyskland | Borussia Mönchengladbach |
| 19 | MF   | Peter Dietrich          | 6 mars 1944          | 1       |     | Västtyskland | Borussia Mönchengladbach |
| 20 | A    | Jürgen Grabowski        | 7 juli 1944          | 7       |     | Västtyskland | Eintracht Frankfurt      |
| 21 | MV   | Manfred Manglitz        | 8 mars 1940          | 4       |     | Västtyskland | FC Köln                  |
| 22 | MV   | Horst Wolter            | 8 juni 1942          | 12      |     | Västtyskland | Eintracht Braunschweig   |

### Peru
Förbundskapten:  Didí
| Nr | Pos. | Namn                | Födelsedatum (ålder) | Matcher | Mål |      | Klubb                 |
| -- | ---- | ------------------- | -------------------- | ------- | --- | ---- | --------------------- |
| 1  | MV   | Luis Rubiños        | 31 december 1940     |         |     | Peru | Sporting Cristal      |
| 2  | F    | Eloy Campos         | 31 maj 1942          |         |     | Peru | Sporting Cristal      |
| 3  | F    | Orlando de la Torre | 21 november 1943     |         |     | Peru | Club Sporting Cristal |
| 4  | F    | Héctor Chumpitaz    | 4 december 1944      |         |     | Peru | Universitario         |
| 5  | F    | Nicolás Fuentes     | 20 december 1941     |         |     | Peru | Universitario         |
| 6  | MF   | Ramón Mifflin       | 5 april 1947         |         |     | Peru | Sporting Cristal      |
| 7  | MF   | Roberto Challe      | 24 november 1946     |         |     | Peru | Universitario         |
| 8  | MF   | Julio Baylón        | 10 december 1947     |         |     | Peru | Alianza Lima          |
| 9  | A    | Pedro Pablo León    | 26 mars 1943         |         |     | Peru | Alianza Lima          |
| 10 | A    | Teófilo Cubillas    | 8 mars 1949          |         |     | Peru | Alianza Lima          |
| 11 | MF   | Alberto Gallardo    | 28 november 1940     |         |     | Peru | Sporting Cristal      |
| 12 | MV   | Rubén Correa        | 25 juli 1941         |         |     | Peru | Universitario         |
| 13 | MF   | Pedro González      | 19 maj 1943          |         |     | Peru | Universitario         |
| 14 | F    | José Fernández      | 14 februari 1939     |         |     | Peru | Sporting Cristal      |
| 15 | MF   | Javier González     | 11 maj 1939          |         |     | Peru | Alianza Lima          |
| 16 | F    | Félix Salinas       | 11 maj 1939          |         |     | Peru | Universitario         |
| 17 | MF   | Luis Cruzado        | 6 juli 1941          |         |     | Peru | Universitario         |
| 18 | A    | José del Castillo   | 1 januari 1943       |         |     | Peru | Sporting Cristal      |
| 19 | F    | Eladio Reyes        | 8 januari 1948       |         |     | Peru | Alianza Lima          |
| 20 | A    | Hugo Sotil          | 18 maj 1948          |         |     | Peru | Deportivo Municipal   |
| 21 | MV   | Jesus Goyzueta      | 1 januari 1947       |         |     | Peru | Universitario         |
| 22 | A    | Oswaldo Ramírez     | 29 mars 1947         |         |     | Peru | Sport Boys            |

### Bulgarien
Förbundskapten: Stefan Bozhkov
| Nr | Pos. | Namn                  | Födelsedatum (ålder) | Matcher | Mål |           | Klubb             |
| -- | ---- | --------------------- | -------------------- | ------- | --- | --------- | ----------------- |
| 1  | MV   | Simeon Simeonov       | 26 april 1946        | 29      |     | Bulgarien | Slavija Sofia     |
| 2  | F    | Aleksandar Shalamanov | 4 september 1941     | 32      |     | Bulgarien | Slavija Sofia     |
| 3  | F    | Ivan Dimitrov         | 14 maj 1935          | 68      |     | Bulgarien | Akademik Sofia    |
| 4  | F    | Stefan Aladzhov       | 18 oktober 1947      | 9       |     | Bulgarien | Levski Sofia      |
| 5  | MF   | Ivan Davidov          | 5 oktober 1943       | 7       |     | Bulgarien | Slavija Sofia     |
| 6  | F    | Dimitar Penev         | 12 juli 1945         | 46      |     | Bulgarien | CSKA Sofia        |
| 7  | A    | Georgi Popov          | 14 juli 1944         | 16      |     | Bulgarien | Trakia Plovdiv    |
| 8  | A    | Hristo Bonev          | 3 februari 1947      | 24      |     | Bulgarien | Lokomotiv Plovdiv |
| 9  | A    | Petar Zhekov          | 10 oktober 1944      | 23      |     | Bulgarien | CSKA Sofia        |
| 10 | A    | Dimitar Yakimov       | 12 juli 1941         | 57      |     | Bulgarien | CSKA Sofia        |
| 11 | MF   | Dinko Dermendzhiev    | 2 juni 1941          | 35      |     | Bulgarien | Trakia Plovdiv    |
| 12 | F    | Milko Gaydarski       | 18 mars 1946         | 12      |     | Bulgarien | Levski Sofia      |
| 13 | MV   | Stoyan Yordanov       | 29 januari 1944      | 4       |     | Bulgarien | CSKA Sofia        |
| 14 | F    | Dobromir Zhechev      | 12 november 1942     | 41      |     | Bulgarien | Levski Sofia      |
| 15 | F    | Boris Gaganelov       | 7 oktober 1941       | 46      |     | Bulgarien | CSKA Sofia        |
| 16 | MF   | Asparuh Nikodimov     | 21 augusti 1945      | 12      |     | Bulgarien | CSKA Sofia        |
| 17 | F    | Todor Kolev           | 29 april 1942        | 9       |     | Bulgarien | Slavija Sofia     |
| 18 | A    | Dimitar Marashliev    | 31 augusti 1947      | 6       |     | Bulgarien | CSKA Sofia        |
| 19 | MF   | Georgi Asparuhov      | 4 maj 1943           | 47      |     | Bulgarien | Levski Sofia      |
| 20 | MF   | Vasil Mitkov          | 17 september 1943    | 7       |     | Bulgarien | Levski Sofia      |
| 21 | A    | Bozhidar Grigorov     | 27 juli 1945         | 0       |     | Bulgarien | Slavija Sofia     |
| 22 | MV   | Georgi Kamenski       | 3 februari 1947      | 0       |     | Bulgarien | Levski Sofia      |

### Marocko
Förbundskapten:  Blagoje Vidinić
| Nr | Pos. | Namn                 | Födelsedatum (ålder) | Matcher | Mål |         | Klubb             |
| -- | ---- | -------------------- | -------------------- | ------- | --- | ------- | ----------------- |
| 1  | MV   | Allal Ben Kassou     | 1941                 |         |     | Marocko | FAR Rabat         |
| 2  | F    | Abdallah Lamrani     | 1946                 |         |     | Marocko | FAR Rabat         |
| 3  | F    | Boujemaa Benkhrif    | 1947                 |         |     | Marocko | KAC Kenitra       |
| 4  | F    | Moulay Khanousi      | 1939                 |         |     | Marocko | MAS Fez           |
| 5  | F    | Kacem Slimani        | 1948                 |         |     | Marocko | RS Settat         |
| 6  | MF   | Mohammed Mahroufi    | 1947                 |         |     | Marocko | DH Jadida         |
| 7  | MF   | Said Ghandi          | 1947                 |         |     | Marocko | RCA Casablanca    |
| 8  | MF   | Driss Bamous         | 15 december 1942     |         |     | Marocko | FAR Rabat         |
| 9  | A    | Ahmed Faras          | 1946                 |         |     | Marocko | Chabab Mohammedia |
| 10 | A    | Mohammed El Filali   | 9 juli 1945          |         |     | Marocko | Mouloudia Oujda   |
| 11 | MF   | Maouhoub Ghazouani   | 1948                 |         |     | Marocko | FAR Rabat         |
| 12 | MV   | Mohammed Hazzaz      | 1945                 |         |     | Marocko | MAS Fez           |
| 13 | F    | Jalili Fadili        | 1940                 |         |     | Marocko | FAR Rabat         |
| 14 | A    | Houmane Jarir        | 1945                 |         |     | Marocko | RCA Casablanca    |
| 15 | MF   | Hamed Dahane         | 1946                 |         |     | Marocko | Union Sidi Kacem  |
| 16 | MF   | Moustapha Choukri    | 1945                 |         |     | Marocko | RCA Casablanca    |
| 17 | A    | Ahmed Alaoui         | 1949                 |         |     | Marocko | RS Settat         |
| 18 | F    | Abdelkader El Khiati | 1945                 |         |     | Marocko | FAR Rabat         |
| 19 | MV   | Abdelkader Ouaraghli | 1943                 |         |     | Marocko | WAC Casablanca    |